# 셰원둥

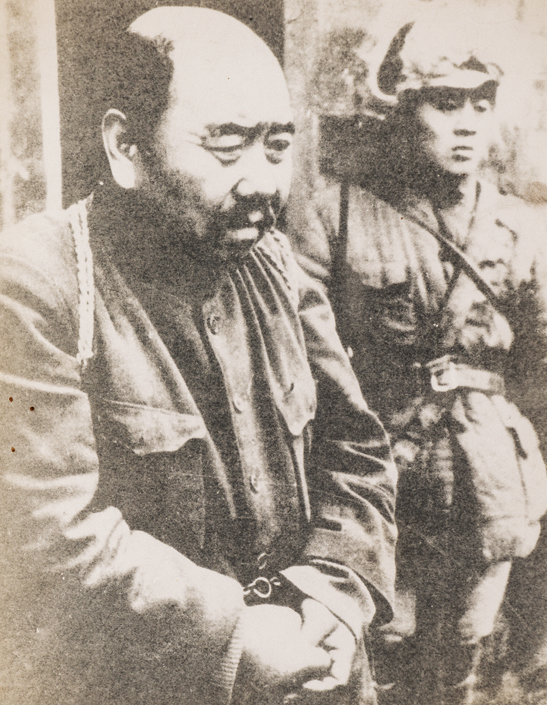
1946년에 중공군에게 체포된 셰원둥

셰원둥(중국어 정체자: 謝文東, 간체자: 谢文东, 병음: Xiè Wéndōng, 한자음: 사문동, 1887년 ~ 1946년 12월 3일)은 중국의 군인이자 1930년대에 활동한 항일비적이다.

## 생애
봉천성 관전현(현재의 콴뎬 만족 자치현) 출신으로 만주인이다. 1934년 농민 봉기인 토룡산 사건을 주도하고 이어 동북항일연군 제8군 군장이 되었다. 1937년 중국공산당 당원이 되었으나 공산당과 틀어져 1938년 당적이 정지되었다.
이후 마적 활동을 계속하다 1939년 3월 19일 관동군에 투항하고 국부군 중장이 되었다. 1946년 중공군 359여단에게 패하고 한간으로 몰려 즉결 공개처형되었다.